# Телятников, Алексей Леонидович
Алексей Леонидович Телятников (укр. Олексій Леонідович Телятников; 21 октября 1980) — украинский футболист, нападающий. Мастер спорта международного класса (с 2001 года).

## Игровая карьера
В высшей лиге чемпионата Украины впервые сыграл в возрасте 15 лет 330 дней, что сделало его одним из самых юных дебютантов. Первая команда — «Торпедо» (Запорожье), первый матч — 15 сентября 1996 «Ворскла» — «Торпедо» — 2:0.
В 1998 году перешёл в днепропетровский «Днепр», где 22 марта того же года в возрасте 17 лет 152 дня забил в ворота донецкого «Металлурга» первый гол в чемпионатах Украины. За пять лет в составе «днепрян» провёз всего 27 матчей, чаще играя за вторую и третью команду. В 1999 году отдавался в аренду в СК «Николаев». В январе 2001 года проходил сборы с командой «Сатурн». Просматривался в «Металлисте».
В 2002 году перешёл в «Кривбасс»
Завершил карьеру в 2004 году в харьковском «Арсенале».

## Карьера в сборной
В 1998 году за юниорскую сборную Украины сыграл 6 матчей, забил 2 гола.
В 2001 году в составе студенческой сборной выступал на летней Универсиаде в Пекине, где украинская команда завоевала серебряные медали. После победы на универсиаде был награждён званием — мастер спорта международного класса.
Был кандидатом в молодёжную сборную Украины.